# Богдан Ступар
Богдан Ступар (Подсрнетица, село Бравско, код Петровца, 15. октобар 1912 — Београд, 1999) био је учесник Народноослободилачке борбе, генерал-мајор ЈНА и носилац Партизанске споменице.

## Биографија
Богдан Ступар је рођен 15. октобра 1912. године у Подсрнетици, на Бравску, код Петровца, од оца Симе. Потиче из земљорадничке породице. Прије рата био је столар.
По окупацији Југославије, укључио се у припреме оружаног устанка. 27. јула 1941. Од првих дана учествовао је у устаничким и герилским акцијама. Највећи дио рата провео је као припадник Прве далматинске бригаде. У КПЈ је примљен у фебруару 1942. Учесник је Битке на Неретви, Битке на Сутјесци и Десанта 26. далматинске дивизије на Корчулу. О својим ратним искуствима писао је у зборнику сјећања Сутјеска.
У рату је обављао командне дужности у више јединица. Био је командант 1. батаљона у Првој далматинској бригади, командант Прве далматинске бригаде, те начелник штаба 26. далматинске дивизије.
Након рата служио је као официр у ЈНА. Завршио је Вишу војну академију ЈНА. Био је командант оклопне дивизије и начелник штаба корпуса. Унапређен је у чин генерал-мајора. Активна служба у ЈНА престала му је 1965. године.
Више пута је одликован. Носилац је Партизанске споменице 1941, Ордена партизанске звезде, Ордена братства и јединства и совјетског Ордена Отаџбинског рата другог реда.
Умро је у Београду 1999. године.